# Distrito de Kanzaki (Shiga)
Kanzaki (神崎郡 Kanzaki-gun?) era un distrito localizado en Shiga, Japón. Se disolvió en 2006.

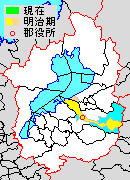
Mapa del Distrito con su área en el Periodo Meiji (1890) en amarillo.

En 2003, el distrito tenía una población de 41.048 habitantes y una densidad de 179,51 personas por km². Su área total era de 228,67 km².

## Localidades
- Eigenji
- Gokashō
- Notogawa

## Fusiones
- 11 de febrero de 2005 - Los pueblos de Eigenji y Gokashō se unieron con Aitō y Kotō, pertenecientes al Distrito de Echi y la antigua ciudad de Yōkaichi para formar la nueva ciudad de Higashiōmi.

- 1 de enero de 2006 - El pueblo de Notogawa se unió a la ciudad de Higashiōmi. El Distrito de Kanzaki se disolvió.

## Transición
Las autonomías en azul claro son pueblos, las autonomías en azul más oscuro son villas y las autonomías en gris no pertenecen al distrito.
| 1 de abril de 1889                      | 1889 - 1929                                         | 1930 - 1944                                 | 1930 - 1944                         | 1945 - 1954                                                   | 1945 - 1954                                                   | 1955 - 1989                                     | 1955 - 1989                                    | 1990 -                                              | Actualidad |
| --------------------------------------- | --------------------------------------------------- | ------------------------------------------- | ----------------------------------- | ------------------------------------------------------------- | ------------------------------------------------------------- | ----------------------------------------------- | ---------------------------------------------- | --------------------------------------------------- | ---------- |
| Yōkaichi (八日市)                       | Yōkaichi                                            | Yōkaichi                                    | Yōkaichi                            | 21 de marzo de 1954 Yōkaichi                                  | 15 de agosto de 1954 Ciudad de Yōkaichi                       | Yōkaichi                                        | Yōkaichi                                       | 11 de febrero de 2005 Ciudad de Higashiōmi (東近江) | Higashiōmi |
| Villa de Nakano (中野) Gamō D           | Nakano Gamō D                                       | Nakano Gamō D                               | Nakano Gamō D                       | 21 de marzo de 1954 Yōkaichi                                  | 15 de agosto de 1954 Ciudad de Yōkaichi                       | Yōkaichi                                        | Yōkaichi                                       | 11 de febrero de 2005 Ciudad de Higashiōmi (東近江) | Higashiōmi |
| Misono (御園)                           | Misono                                              | Misono                                      | Misono                              | Misono                                                        | 15 de agosto de 1954 Ciudad de Yōkaichi                       | Yōkaichi                                        | Yōkaichi                                       | 11 de febrero de 2005 Ciudad de Higashiōmi (東近江) | Higashiōmi |
| Tatebe (建部)                           | Tatebe                                              | Tatebe                                      | Tatebe                              | Tatebe                                                        | 15 de agosto de 1954 Ciudad de Yōkaichi                       | Yōkaichi                                        | Yōkaichi                                       | 11 de febrero de 2005 Ciudad de Higashiōmi (東近江) | Higashiōmi |
| Yamagami (山上)                         | Yamagami                                            | Yamagami                                    | 1 de abril de 1943 Eigenji (永源寺) | Eigenji                                                       | Eigenji                                                       | 1 de abril de 1955 Eigenji                      | 1 de abril de 1955 Eigenji                     | 11 de febrero de 2005 Ciudad de Higashiōmi (東近江) | Higashiōmi |
| Villa de Higashi-ogura (東小椋) Echi D  | Higashi-ogura Echi D                                | Higashi-ogura Echi D                        | 1 de abril de 1943 Eigenji (永源寺) | Eigenji                                                       | Eigenji                                                       | 1 de abril de 1955 Eigenji                      | 1 de abril de 1955 Eigenji                     | 11 de febrero de 2005 Ciudad de Higashiōmi (東近江) | Higashiōmi |
| Villa de Higashi-ogura (東小椋) Echi D  | 15 de octubre de 1892 Villa de Takano (高野) Echi D | Villa de Takano (高野) Echi D               | 1 de abril de 1943 Eigenji (永源寺) | Eigenji                                                       | Eigenji                                                       | 1 de abril de 1955 Eigenji                      | 1 de abril de 1955 Eigenji                     | 11 de febrero de 2005 Ciudad de Higashiōmi (東近江) | Higashiōmi |
| Villa de Ichihara (市原) Gamō D         | Ichihara Gamō D                                     | Ichihara Gamō D                             | Ichihara Gamō D                     | Ichihara Gamō D                                               | Ichihara Gamō D                                               | 1 de abril de 1955 Eigenji                      | 1 de abril de 1955 Eigenji                     | 11 de febrero de 2005 Ciudad de Higashiōmi (東近江) | Higashiōmi |
| Higashi-gokashō (東五個荘)              | 15 de marzo de 1890 renombrada a Asahi (旭)         | Asahi                                       | Asahi                               | Asahi                                                         | Asahi                                                         | 1 de enero de 1955 Gokashō (五個荘)             | 1 de enero de 1955 Gokashō (五個荘)            | 11 de febrero de 2005 Ciudad de Higashiōmi (東近江) | Higashiōmi |
| Minami-gokashō (南五個荘)               | Minami-gokashō                                      | Minami-gokashō                              | Minami-gokashō                      | Minami-gokashō                                                | Minami-gokashō                                                | 1 de enero de 1955 Gokashō (五個荘)             | 1 de enero de 1955 Gokashō (五個荘)            | 11 de febrero de 2005 Ciudad de Higashiōmi (東近江) | Higashiōmi |
| Kita-gokashō (北五個荘)                 | Kita-gokashō                                        | Kita-gokashō                                | Kita-gokashō                        | Kita-gokashō                                                  | Kita-gokashō                                                  | 1 de enero de 1955 Gokashō (五個荘)             | 1 de enero de 1955 Gokashō (五個荘)            | 11 de febrero de 2005 Ciudad de Higashiōmi (東近江) | Higashiōmi |
| Oiso (老蘇) Shimizuhana (清水鼻) Gamō D | Oiso Shimizuhana Gamō D                             | Oiso Shimizuhana Gamō D                     | Oiso Shimizuhana Gamō D             | 1 de abril de 1954 Pueblo de Azuchi (安土) Shimizuhana Gamō D | 1 de abril de 1954 Pueblo de Azuchi (安土) Shimizuhana Gamō D | 1 de enero de 1955 Gokashō (五個荘)             | 1 de enero de 1955 Gokashō (五個荘)            | 11 de febrero de 2005 Ciudad de Higashiōmi (東近江) | Higashiōmi |
| Hachijō (八条)                          | 5 de junio de 1894 Notogawa (能登川)                | Notogawa                                    | 11 de febrero de 1942 Notogawa      | Notogawa                                                      | Notogawa                                                      | Notogawa                                        | Notogawa                                       | 1 de enero de 2006 incorporado a Higashiōmi         | Higashiōmi |
| Hachijō (八条)                          | 5 de junio de 1894 Gohō (五峰)                      | Gohō                                        | 11 de febrero de 1942 Notogawa      | Notogawa                                                      | Notogawa                                                      | Notogawa                                        | Notogawa                                       | 1 de enero de 2006 incorporado a Higashiōmi         | Higashiōmi |
| Hachijō (八条)                          | 5 de junio de 1894 Iba (伊庭)                       | Iba                                         | 11 de febrero de 1942 Notogawa      | Notogawa                                                      | Notogawa                                                      | Notogawa                                        | Notogawa                                       | 1 de enero de 2006 incorporado a Higashiōmi         | Higashiōmi |
| Kurimi (栗見)                           | 15 de agosto de 1897 Kurimi                         | Kurimi                                      | 11 de febrero de 1942 Notogawa      | Notogawa                                                      | Notogawa                                                      | Notogawa                                        | Notogawa                                       | 1 de enero de 2006 incorporado a Higashiōmi         | Higashiōmi |
| Kurimi (栗見)                           | 15 de agosto de 1897 Kurimishō (栗見荘)             | 8 de noviembre de 1927 incorporada a Yawata | 11 de febrero de 1942 Notogawa      | Notogawa                                                      | Notogawa                                                      | Notogawa                                        | Notogawa                                       | 1 de enero de 2006 incorporado a Higashiōmi         | Higashiōmi |
| Yawata (八幡)                           | Yawata                                              | Yawata                                      | 11 de febrero de 1942 Notogawa      | Notogawa                                                      | Notogawa                                                      | Notogawa                                        | Notogawa                                       | 1 de enero de 2006 incorporado a Higashiōmi         | Higashiōmi |
| Haemi (葉枝見)                          | 29 de marzo de 1896 Haemi, Echi D                   | Haemi, Echi D                               | Haemi, Echi D                       | Haemi, Echi D                                                 | Haemi, Echi D                                                 | 1 de enero de 1955 parte de Inae (稲枝), Echi D | 1 de abril de 1967 incorporado a Hikone (彦根) | Hikone                                              | Hikone     |